# アイアンマン3 (サウンドトラック)
マーベル・スタジオ製作の映画『アイアンマン3』の音楽はブライアン・タイラーが作曲しており、そのサウンドトラック盤である『アイアンマン3 オリジナル・サウンドトラック』（Iron Man 3: Original Motion Picture Soundtrack）は2013年4月30日にハリウッド・レコードとマーベル・ミュージックより発売された。また同日、多数のアーティストが参加するコンセプト・アルバム『アイアンマン3: ヒーローズ・フォール』（Heroes Fall: Music Inspired by the Motion Picture）も発売された。

## 『アイアンマン3 オリジナル・サウンドトラック』

### トラックリスト
| 全作詞・作曲: ブライアン・タイラー。 |                                                               |                             |                             |
| #                                    | タイトル                                                      | 作詞                        | 作曲・編曲                  |
| 1.                                   | 「アイアンマン3」                                             | ブライアン・タイラー [ 5 ]  | ブライアン・タイラー [ 6 ]  |
| 2.                                   | 「ウォーマシーン」                                            | ブライアン・タイラー [ 7 ]  | ブライアン・タイラー [ 8 ]  |
| 3.                                   | 「アタック・オン・10880 マリブ・ポイント」                    | ブライアン・タイラー [ 9 ]  | ブライアン・タイラー [ 10 ] |
| 4.                                   | 「アイソレーション」                                          | ブライアン・タイラー [ 11 ] | ブライアン・タイラー [ 12 ] |
| 5.                                   | 「ダイヴ・ボンバーズ」                                        | ブライアン・タイラー [ 13 ] | ブライアン・タイラー [ 14 ] |
| 6.                                   | 「ニュー・ビギニングス」                                      | ブライアン・タイラー [ 15 ] | ブライアン・タイラー [ 16 ] |
| 7.                                   | 「エクストリミス」                                            | ブライアン・タイラー [ 17 ] | ブライアン・タイラー [ 18 ] |
| 8.                                   | 「スターク」                                                  | ブライアン・タイラー [ 19 ] | ブライアン・タイラー [ 20 ] |
| 9.                                   | 「レバレッジ」                                                | ブライアン・タイラー [ 21 ] | ブライアン・タイラー [ 22 ] |
| 10.                                  | 「マンダリン」                                                | ブライアン・タイラー [ 23 ] | ブライアン・タイラー [ 24 ] |
| 11.                                  | 「ヒート・アンド・アイアン」                                  | ブライアン・タイラー [ 25 ] | ブライアン・タイラー [ 26 ] |
| 12.                                  | 「ミスファイアー」                                            | ブライアン・タイラー [ 27 ] | ブライアン・タイラー [ 28 ] |
| 13.                                  | 「カルミネイション」                                          | ブライアン・タイラー [ 29 ] | ブライアン・タイラー [ 30 ] |
| 14.                                  | 「ザ・メカニック」                                            | ブライアン・タイラー [ 31 ] | ブライアン・タイラー [ 32 ] |
| 15.                                  | 「ホット・ペッパー」                                          | ブライアン・タイラー [ 33 ] | ブライアン・タイラー [ 34 ] |
| 16.                                  | 「アナザー・レッスン・フロム・マンダリン」                    | ブライアン・タイラー [ 35 ] | ブライアン・タイラー [ 36 ] |
| 17.                                  | 「ウー博士」                                                  | ブライアン・タイラー [ 37 ] | ブライアン・タイラー [ 38 ] |
| 18.                                  | 「リターン」                                                  | ブライアン・タイラー [ 39 ] | ブライアン・タイラー [ 40 ] |
| 19.                                  | 「バトル・フィナーレ」                                        | ブライアン・タイラー [ 41 ] | ブライアン・タイラー [ 42 ] |
| 20.                                  | 「キャン･ユー･ディグ･イット(アイアンマン3 メイン・タイトル)」 | ブライアン・タイラー [ 43 ] | ブライアン・タイラー [ 44 ] |

## 『ヒーローズ・フォール』

### トラックリスト
| #   | タイトル                             | 作詞・作曲 | アーティスト                                                                 |
| --- | ------------------------------------ | ---------- | ---------------------------------------------------------------------------- |
| 1.  | 「レディー・エイム・ファイヤー」     |            | イマジン・ドラゴンズ                                                         |
| 2.  | 「サム・カインド・オブ・ジョーク」   |            | エイウォルネイション                                                         |
| 3.  | 「サム・カインド・オブ・モンスター」 |            | ネオン・トゥリーズ                                                           |
| 4.  | 「アメリカン・ブラッド」             |            | パッション・ピット                                                           |
| 5.  | 「ノー・タイム」                     |            | ローグ・ウェーブ                                                             |
| 6.  | 「ワン・ミニット・モア」             |            | キャピタル・シティーズ                                                       |
| 7.  | 「バック・トゥ・ザ・スタート」       |            | Mrリトル・ジェーンズ                                                         |
| 8.  | 「キープ・ムーヴィング」             |            | アンドリュー・ストックデイル (from ウルフマザー)                             |
| 9.  | 「リデンプション」                   |            | レッドライト・キング                                                         |
| 10. | 「ビッグ・バッド・ウルヴス」         |            | ウォーク・ザ・ムーン                                                         |
| 11. | 「バッド・ガイ」                     |            | 3OH!3                                                                        |
| 12. | 「レッツ・ゴー・オール・ザ・ウェイ」 |            | ザ・ワンダーガールズ (featuring アシュレイ・ハミルトン&ロビー・ウィリアムズ) |